# Darko Baštovanović
Darko Baštovanović (Šabac, 1989.), visoki dužnosnik hrvatske manjine u Srbiji, iz Beočina. 

## Život
Rođen je 1989. godine u Šapcu. 
Po obrazovanju je politolog.
Predsjednik je Povjerenstva za praćenje povreda manjinskih prava u Republici Srbiji Hrvatskoga nacionalnog vijeća Republike Srbije od ožujka 2019. godine.

## Književnost
Baštovanović je i hrvatski pjesnik. Hrvatskoj se predstavio na 8. manifestaciji Kod Marula, koju organizira Istarski ogranak Društva hrvatskih književnika, u programu Hrvatska pjesnička mladost Vojvodine.

## Vanjske poveznice
- HNV RS[neaktivna poveznica] Smjernice za izmjene srbijanskog Ustava
- Hrvatsja riječ Problemi su rješivi ako postoji politička volja